# Batallón Dabrowski
El Batallón Dąbrowski  —también castellanizado como Dombrowski— fue una unidad de voluntarios polacos que luchó en la guerra civil española. Estaba compuesta mayoritariamente por obreros polacos exiliados que trabajaban en Francia y Bélgica. En conjunto, algunos autores cifran en 3.000 el número de voluntarios polacos que participaron en la contienda del lado de la República Española, aunque otros la eleven hasta los 5.400 efectivos totales. El elevado número de efectivos polacos provocó que las brigadas en las que estuvo integrado fueran, por ende, también conocidas por Dabrowski o Dombrowski. Debe su nombre al general polaco Jarosław Dąbrowski, líder destacado de la Comuna de París.

## Historial
Tras el comienzo de las hostilidades en España contra la República debido a la sublevación militar, en Polonia, como en otros países de todo el mundo, se organizó un movimiento de solidaridad con la República Española liderado por los sectores más izquierdistas del espectro político y con preponderancia de los comunistas. En ese ambiente, un pequeño número de polacos decidió acudir a España para luchar como voluntarios en las filas republicanas a pesar de la hostilidad del Gobierno polaco - hasta tal punto que los voluntarios tuvieron que salir clandestinamente del país. No obstante, muchos de los polacos que se integraron en el Batallón durante su existencia eran obreros migrantes que trabajaban en Francia y Bélgica. Se calcula en alrededor de 800 hombres los que llegaron a territorio controlado por la República. El primer grupo llegó en agosto de 1936 a Barcelona y constituyó la unidad de ametralladoras Dabrowski bajo el mando de Franciszek Palka y se integró en la centuria Comuna de París que marchó a combatir en el frente de Aragón, hasta que al constituirse las Brigadas Internacionales se establecen en Albacete donde forman el Batallón Dabrowski el 24 de octubre de 1936.
Se trataba de 600 hombres bajo el mando de Stanislaw Ulanowski, que se integraron primero en la XI Brigada Internacional y en diciembre en la XII Brigada Internacional y participaron en la defensa de Madrid (en la Batalla de la Ciudad Universitaria), perdiendo en ella dos tercios de sus hombres. En enero de 1937, bajo el mando de Josef Sfrzelezyk, se le añade al batallón una compañía española y quedan en tres las compañías polacas que se enfrentan a los franquistas en la batalla del Jarama, perdiendo un tercio de sus efectivos. Fueron reorganizados y parte de sus efectivos se incorporaron a la XIII Brigada Internacional. El 18 de marzo, conjuntamente con la 11.ª División de Enrique Líster, reconquista Brihuega a los italianos del CTV que previamente la habían conquistado. El 1 de mayo quedó integrado en la recién creada 150.ª Brigada Internacional (a veces llamada Brigada Dabrowski), para integrarse definitivamente en la XIII Brigada Internacional unos meses más tarde. Bajo esta brigada lucharía en los frentes de Teruel, Aragón y finalmente, en 1938, intervino en la Ofensiva del Ebro, donde sufriría numerosas bajas entre oficiales y soldados rasos. Por esta época el componente internacional del Batallón se había reducido mucho, en tanto que habían entrado numerosos reclutas y mandos españoles. 
El 23 de septiembre, con la Batalla del Ebro todavía en curso, les llegó la orden de desmovilización y repatriación en el contexto de la retirada de las Brigadas Internacionales. No obstante, algunos voluntarios veteranos de Europa oriental todavía participaría en la Campaña de Cataluña (enero de 1939).